# Graptemys
Graptemys (também conhecido por Tartarugas mapa) refere-se a um género de testudinatas pertencente à família Emydidae. Trata-se de tartarugas aquáticas que se distribuem por toda a parte oriental e norte dos Estados Unidos assim como a sul do Canadá. De aparência superficialmente idêntica a outras espécies de tartarugas aquáticas, nomeadamente Trachemys e Pseudemys, esta espécie distingue-se por possuir uma quilha que se estende longitudalmente ao longo da carapaça na zona medial. As graptemys tendem a alcançar um tamanho relativamente pequeno em comparação com outras espécies de tartaruagas aquáticas. A esperança média de vida destas tartarugas ronda entre os 15 e 30 anos.

## Espécies
- Graptemys barbouri Carr & Marchand, 1942[6]
- Graptemys caglei Haynes & McKown, 1974[6]
- Graptemys ernsti Lovich & McCoy, 1992[6]
- Graptemys flavimaculata Cagle, 1954[6]
- Graptemys geographica (Lesueur, 1817)[6]
- Graptemys gibbonsi Lovich & McCoy, 1992[6]
- Graptemys nigrinoda Cagle, 1954[6]
- Graptemys oculifera (Baur, 1890)[6]
- Graptemys ouachitensis Cagle, 1953[6]
- Graptemys pearlensis Ennen, Lovich, Kreiser, Selman, Qualls, 2010[6][7]
- Graptemys pseudogeographica (Gray, 1831)[6]
  - G. p. kohnii (Baur, 1890)[6]
  - G. p. pseudogeographica (Gray, 1831)[6]
- Graptemys pulchra Baur, 1893[6]
- Graptemys sabinensis Cagle, 1953[6]
- Graptemys versa Stejneger, 1925[6]